# Pudun Julu
Pudun Julu is een bestuurslaag in het regentschap Padang Sidempuan van de provincie Noord-Sumatra, Indonesië. Pudun Julu telt 667 inwoners (volkstelling 2010).